# 朝鮮半島統一問題

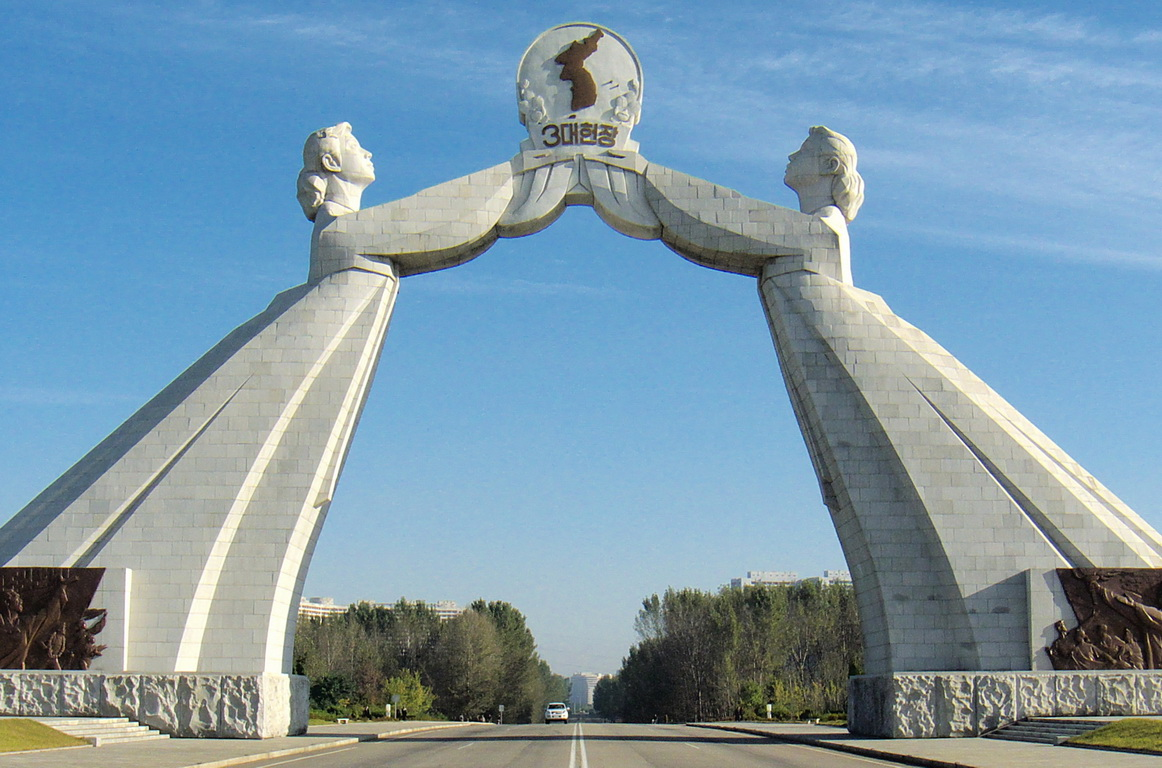
朝鲜首都平壤市區的統一門，2024年拆除。

朝鲜半岛统一，韩国方面称南北统一（韩语：／）、朝鲜方面称北南统一（朝鲜语：／）、祖国统一（朝鲜语：／），在華語圈也稱為兩韓統一、南北韓統一，泛指朝鮮半島現有的兩個分立政權——北方的朝鲜民主主義人民共和國與南方的大韓民國，在未來整合為單一主權國家的政治運動及構想。
地区自公元7世纪形成统一国家后，除在新罗末期有短暂的后三国时期外，到第二次世界大战结束，長達1300年一直保持着政治統一的局面，没出现过大的分裂。在此期间的每个王朝都是保持长期稳定，新罗历史有992年，其中统一期间为224年，高丽和朝鲜王朝分别维持了474年和518年，政治長期穩定，不像鄰近的中國經歷多次朝代更替。单一民族的特性，使得朝鲜半岛历史很少出现其它国家历史上，由于民族矛盾而陷入的分裂与动乱局面。:336第二次世界大战后，擺脫日本統治的原本可以有自主发展的契机，不过大国的固有利益使其陷入南北分裂和长期敌对的状态，包括韓戰的爆發。冷战结束后，南北双方都意识到武力统一的局限性，并开始调整各自的外交与统一政策。:337
1970年代至今，南北双方的关系经历了紧张与缓和的波动。不过朝鲜一贯奉行“对抗与对话”两手准备的政策。而韩国政府也试图调整对朝政策，寻求解决僵局的突破口。:3441989年，韩国建立了专门用于支持南北交流与合作的3,000亿韩圆“南北合作基金”。1990年6月，韩国又颁布了《南北交流合作法》，为南北交流、合作提供了法律、制度和资金上的保证。:338-3392013年，韩国为“南北合作基金”拨款1.09万亿韩圆（约合10.2亿美元），较去年增加9.1%。韩国统一部的一般预算也增至2,222亿韩元，较去年增加4.4%。但由于南北在政治、經濟上均存在懸殊差異，以及中、美、日、俄四国对朝鲜半岛问题的强大影响及政治角力，南北統一問題一直处于搁置狀態，無任何具體進展。
2023年12月，朝鲜劳动党总书记金正恩在朝鲜劳动党第八届中央委员会第九次全体会议扩大会议上所做的报告中宣布“北南关系再也不是同族关系、同质关系，而且完全固定为敌对的两个国家关系、战争中的两个交战国关系”，表示将韩国作为和解与统一的对象“是不该再犯的错误”，并表示将“重新确定北南关系和统一政策的立场”。2024年1月，金正恩在第十四屆最高人民會議第十次會議發表演說，宣布改变半岛政策，强调“给近80年的北南关系史画上句号，承认在朝鲜半岛并存两个国家，在此基础上，崭新地把我们共和国的对南政策法律化”，并宣称“完全消灭掉在我们共和国的民族历史上‘统一’、‘和解’、‘同族’的概念”，領土主張方面則變成“在朝鲜半岛爆发战争时，完全占领、平定、收复大韩民国且将之纳入共和国领域”，不再視為內戰，徹底放棄統一。韩国統一部斥責其誤導南北關係現狀，將強硬應對分裂國家的挑釁，時任韓國總統尹錫悅稱“這是反民族反歷史的行為，政府仍將繼續致力於整個朝鮮半島的人權發展”。

## 过程

### 朝鲜半岛因冷战而分治
第二次世界大戰结束，朝鮮半島脫離日本殖民後，聯合國訂定朝鮮半島日後的託管統治計劃，並在三八線劃定兩個行政區，當中北部的管轄由蘇聯負責，而南部則由美國負責，冷戰的開始，使朝鮮半島南北方於1948年分別產生兩個政府。
1950年5月，韩国进行了新的一轮国会选舉。李承晚总统的執政党只保住了210个席位中的22席。

### 南北双方的呼吁和行动
1950年6月7日，朝鲜内阁首相金日成向南北人民发出呼吁，要求在8月5日至8月8日在全朝鲜半岛举行大选的基础上实现国家的和平统一，并且以此目的為號召于6月15日至6月17日在海州市召开协商会议。6月11日，朝鲜三名代表越过三八线，打算向韩国各政党领导人递交和平统一国家的呼吁书，被韩国政府逮捕。
1950年6月25日，朝鲜在中国与苏联的支持下出兵越過北緯38度線攻打韩国，開始了韓戰，以美國為首的聯合國軍，蘇聯、中国人民志愿军亦相繼介入戰鬥，戰爭於三年後結束，《朝鮮停戰協定》在接近三八線的位置（板门店）簽訂。
雖然朝鮮半島被分裂為兩個政治實體，但雙方曾在各自的憲法中均表明朝鮮半島為一個統一的國家。
在部份國際運動會場合中，南北派出的代表隊曾聯合為一隊參與開幕禮，包括2000年悉尼奧運、2004年雅典奧運、2006年都靈冬季奧運以及2018年平昌冬季奧運，但比賽仍是分隊進行。在2008年北京奧運，南北沒有派出聯合代表隊，而是各自進場。1991年於日本千葉縣舉行的世界乒乓球錦標賽及葡萄牙舉行的1991年世界青年足球錦標賽中，兩韓以單一聯合代表隊的名義參加。
2014年大韩民国外交部國立外交院「2040統一韩国發展藍圖報告」宣稱，如果双方在2030年實現和平統一，韩国的資本、技術結合朝鲜的資源、勞動力，再加上海外投資，統一的朝鮮半島將在2040至2050年成為擁有8千萬人口的世界第7大經濟體。
2019年8月15日，大韩民国总统文在寅出席光复节74周年庆祝仪式并致辞。他承诺，在任期内巩固推进朝鲜半岛无核化与和平机制，并在此基础上开启“和平经济”，走向统一。文在寅不仅阐述了朝韩统一的必要性和愿景，还首次提出了统一的具体时间——2045年，即迎接光复节100周年之时。

### 金正恩主政下朝鲜的政策转折
2023年12月，朝鲜劳动党总书记金正恩在朝鲜劳动党第八届中央委员会第九次全体会议扩大会议上所做的报告中宣布“大韩民国把与基于一个民族、一个国家、两个制度的我们统一祖国路线形成鲜明对比的“吸收统一”、“体制统一”定为基本国策，和他们打交道，永远不能实现国家的统一”，因此“北南关系再也不是同族关系、同质关系，而且完全固定为敌对的两个国家关系、战争中的两个交战国关系”，并且要求“若美国和南朝鲜最终企图要与我们进行军事对抗，我们的核战争遏制力就毫不犹豫地采取重大行动。由于敌人冒险的侵朝挑衅活动，在朝鲜半岛随时可能会爆发战争，对敌、对外工作部门将之视为既定事实，有远见地做好准备，将与我军要平定整个南朝鲜领土的强有力军事行动统一步伐”，諭示長期政策將出現重大轉變：
不是十年，而是长达半个世纪以上的漫长岁月里，我们党和共和国政府阐明的统一祖国思想和路线以及方针一向是最正确、最合理、最光明磊落，因此获得了全民族的绝对支持和赞同以及世界的共鸣。但这些没有一个结出了成形的果实，北南关系只反复了接触与中断、对话与对抗的恶性循环。
历届南朝鲜当政者出台的“对北政策”、“统一政策”有一脉相通的一个共同点，那就是我们的“政权崩溃”和“吸收统一”。到现在，傀儡政权虽有十多次易帜，但“基于自由民主体制的统一”基调丝毫没变并传承至今，这就是确凿的证据。
不管傀儡喊“民主”，披上“保守”外衣，他们要搞垮我国制度和政权的阴险野心毫无改变。大韩民国把与基于一个民族、一个国家、两个制度的我们统一祖国路线形成鲜明对比的“吸收统一”、“体制统一”定为基本国策，和他们打交道，永远不能实现国家的统一。这是回顾长久的北南关系时我们党发现并做出的总体结论。
此时此刻，南朝鲜傀儡口无遮拦，扬言我们共和国和人民是要收复的大韩民国的领土和国民，实际上，在所谓大韩民国宪法上公开写入了“朝鲜半岛及其附属岛屿属于大韩民国的领土”。
现实迫切要求我们重新确定北南关系和统一政策的立场。
现在是我们必须承认现实，而且需要与南朝鲜傀儡明确划线的时候了。
我认为，把宣布我们为“主敌”并勾结外部势力窥视着“政权崩溃”和“吸收统一”机会的败类看成和解与统一的对象，这是我们不该再犯的错误。
因为同族这一修辞学上的术语，我们与只不过是一个美国殖民地走狗的怪族讨论统一问题，这同我们的国格和地位毫不相称。
说起现在的南朝鲜，它只不过是政治完全失踪，整个社会被美国式文化所浑浊，国防和安保完全依靠美国的半身不遂的畸形体、殖民地附属国。
北南关系再也不是同族关系、同质关系，而且完全固定为敌对的两个国家关系、战争中的两个交战国关系。
这就是反映当前北南关系的现况。

2024年1月，金正恩在朝鲜第十四屆最高人民會議第十次會議發表演說，宣布改变半岛政策，强调“给近80年的北南关系史画上句号，承认在朝鲜半岛并存两个国家，在此基础上，崭新地把我们共和国的对南政策法律化”，正式開始使用「大韓民國」稱呼南方，同时宣称“在朝鲜半岛爆发战争时，完全占领、平定、收复大韩民国且将之纳入共和国领域”：
正如在党中央委员会2023年12月全会上也严正阐明的那样，我们党和政府以及人民在过去的漫长历史期间始终从同族、同胞的观点出发，以宽广的胸怀发挥顽强的耐力作出真诚努力，与大韩民国开诚布公地议论了统一祖国的正道。
但从沉痛的北南关系历史中得出的最终结论是，梦想“政权崩溃”和“吸收统一”，推行同我们共和国的全面对抗为国策，在越来越暴戾恣睢傲慢无礼的对抗狂热下阉割同族意识的大韩民国族类不能一起走民族中兴的道路、统一的道路的。
北南关系已不再是同族关系、同质关系而是敌对的两国关系，完全是战争中的两个交战国关系。这一现实是，外部势力的特等走狗集团——大韩民国以万恶而自取毁灭的对抗妄动所造成的北方和南方清楚的现状，向世界肆无忌惮地剥下面纱的朝鲜半岛的现况。
此次我们在谈论朝鲜民主主义人民共和国国法的最高人民会议上重新确定北南关系和统一政策立场，清理作为和平统一连带组织成立的我方所有有关团体，是必须经过的必不可少的过程。
既然我们国家明确划定南边国境线，非法的“北方界线”等任何境界线都不容许。如果大韩民国进犯我国领土、领空和领海哪怕0.001毫米，那都被认为战争挑衅。
据此，我认为有必要修改朝鲜民主主义人民共和国宪法的部分内容。
我已在上次全会上提到过大韩民国宪法肆无忌惮地规定“大韩民国的领土為朝鲜半岛及其附属岛屿。”的事实。
这一次，我了解了一些别的国家宪法资料，他们把行使国家主权的领域部门，也就是说在宪法中明确规定对本国领土、领海、领空地区的政治、地理定义。
目前，我国宪法没有反映上述内容的条款。既然我们共和国已把大韩民国是和解与统一的对方，是同族这一脱离现实自相矛盾的既成概念完全删除，规定为彻底的他国、最为敌对的国家，有必要采取合法正确地规定朝鲜民主主义人民共和国作为独立的社会主义国家的主权行使领域的法律措施。
我看在宪法上还可以反映，在朝鲜半岛爆发战争时，完全占领、平定、收复大韩民国且将之纳入共和国领域的问题。
我还认为，在宪法的有关条文里写入在我国人民的政治思想生活和精神文化生活领域中不使用“三千里锦绣河山”“八千万同胞”之类的误导北方和南方为同族的残余词汇，加强教育工作让人民把大韩民国切实视为彻头彻尾的第一敌对国家、不变的主敌才对。
此外，我认为宪法规定的“北半部”、“自主、和平统一、民族大团结”的词汇现在也应该被删掉。
我想共和国宪法要反映这些问题而被修改，并应该提请下次最高人民会议审议。
在修改宪法的同时，要适时采取处理掉可能视作“作为同族、同质关系的北南朝鲜”、“由我们民族自己来”、“和平统一”等的象征的过去时代残余的业务性措施。
当前要严格实施把作为北南交流与合作的象征存在的京义线我方区段从物理上完全切断得再不可修复等彻底分离交界地区的所有北南联系条件的分阶段措施。
另外，要实行其他措施，如彻底拆掉不三不四地建立在首都平壤南边关门的难看的“统一祖国三大宪章纪念塔”，从而完全消灭掉在我们共和国的民族历史上“统一”、“和解”、“同族”的概念。

与此同时，朝鲜各大媒体从2024年1月开始移除统一相关内容，并称2024年是“朝韩最有可能发生冲突的一年”。
2024年1月15日，朝鮮宣佈廢除祖国和平统一委员会、国家经济合作局和金刚山国际旅游局。同時朝鲜原本開設的促进半岛统一的广播电台和宣传网站也被關閉。

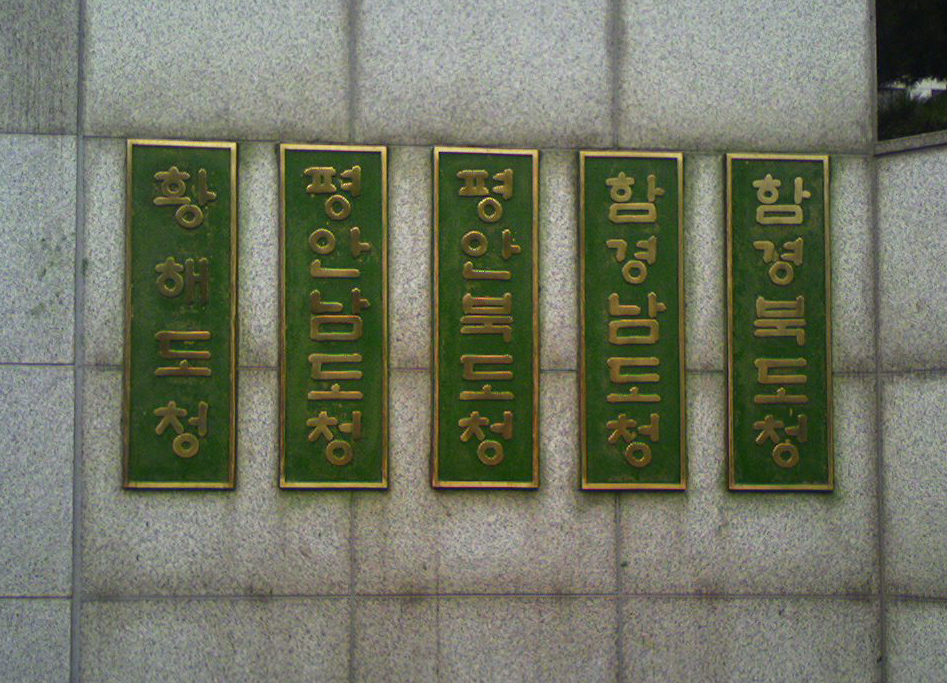
韩国首尔钟路区的北方五道（自左向右：黄海道廳、平安南道廳、平安北道廳、咸镜南道廳、咸镜北道廳）门牌。
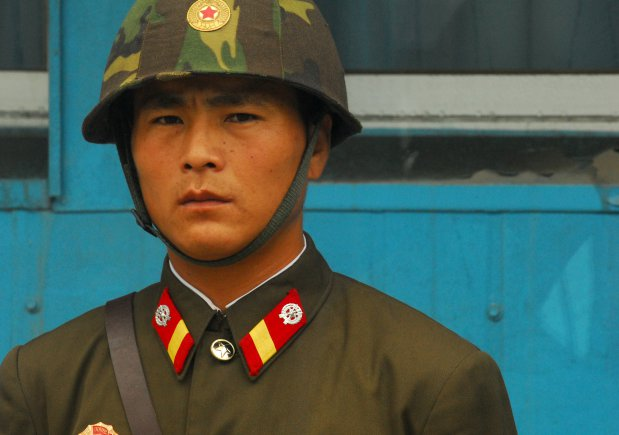
驻守在38線上的朝鲜人民军士兵
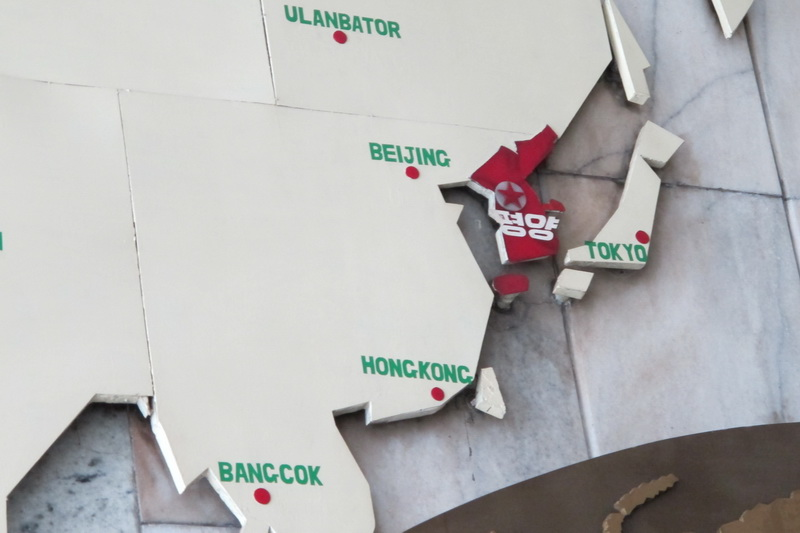
朝鲜統一戰略說明會地圖
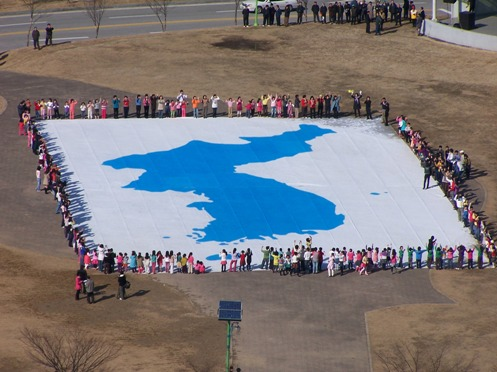
韩国的統一活動聚會

## 解决方案
南北雙方曾各自提出統一方案或模式，均遭到對方反对和批判。

### 陽光政策
由金大中總統領導的民主黨提出，作為與朝鮮“積極尋求和解與合作”的競選承諾的一部分，陽光政策旨在為統一創造經濟援助與合作條件，而不是制裁和軍事威脅。該計劃分為三個部分：通過朝韓組織加強合作（同時保持南北獨立的系統），與兩個自治區政府實現國家統一，最後建立中央政府。1998 年，金大中批准向朝鮮政府提供大量糧食援助，取消了對朝鮮和韓國公司之間商業交易的限制，甚至呼籲停止美國對朝鮮的經濟制裁。2000年6月，朝韓雙方領導人在平壤會晤，這是朝鮮半島分裂後的第一次握手。
儘管盧武鉉政府繼續推行陽光政策，但最終在2010年11月被韓國統一部宣佈在朝鮮核武器計劃問題上失敗，阻礙了進一步的談判，並再次導致朝韓關係緊張。

#### 反對立场
陽光政策的反對者認為，儘管金大中總統向朝鮮政府轉移了大量資金，但與朝鮮的對話和貿易並沒有改善和平統一的前景，卻允許朝鮮政府保留對權力的控制。其他人則認為，韓國應該為朝鮮襲擊事件做好準備。強硬派還爭辯說，朝鮮的持續和最大限度的孤立將導致該國崩潰，之後該領土可能被武力吞併併入大韓民國。
2000年11月，即將離任的美國總統比爾·柯林頓想訪問平壤。然而，由於圍繞2000年美國總統選舉結果的爭議，原定的訪問從未發生。大約在2001年4月或5月左右，韓國總統金大中期待著歡迎朝鮮勞動黨總書記金正日到首爾。在華盛頓特區與新當選的總統布什會面後，金大中形容他的會面令人尷尬，同時私下詛咒布什總統和他的強硬態度。這次會議否定了朝鮮訪問韓國的任何機會。隨著布什政府將朝鮮列為“邪惡軸心”的一部分，朝鮮放棄了核武禁擴條約，驅逐了國際原子能總署人員，並重新啟動其核計劃。 2005年初，朝鮮政府確認該國已成功成為核武裝國家。

### 祖国统一三大宪章
在朝鮮，祖国统一三大宪章是統一的唯一準則。它包含了统一祖国三项原则、为统一祖国的全民族大团结十大纲领和高丽民主联邦共和国成立方案。1997年，朝鮮領導人金正日在他的公開著作《切实贯彻伟大领袖金日成同志关于统一祖国的遗训》中將它們編入祖国统一三大宪章。

#### 统一祖国三项原则
朝鮮領導人金日成於1972年提出了统一祖国三项原则，作為推動統一的核心力量。它們如下：
1. “國家統一要獨立自主，不依靠外來勢力，不受外來勢力干涉。”
2. “要超越思想、交易和制度的差異，促進民族大團結。”
3. “國家統一應以和平方式實現，不訴諸武力。”[17]

#### 为统一祖国的全民族大团结十大纲领
为统一祖国的全民族大团结十大纲领是金日成於1993年撰寫的，其中包含在泛民族統一國家下與韓國統一的思想。它再次強調了獨立統一的必要性，更具體地說，將美軍撤出半島。它的佈局如下：
1. “一個統一的、獨立的、和平的、中立的國家，應該建立在全民族的大團結之上。”
2. “團結應該建立在愛國主義和民族獨立精神的基礎上。”
3. “要本著促進共存、共榮、共同利益，一切從屬於國家統一大業的原則，實現團結。”
4. “應該制止一切煽動同胞分裂和對抗的政治紛爭，實現團結。”
5. “我們應該消除對北侵和南侵、勝共和赤化的恐懼，並相互信任和團結。”
6. “我們應該以民主為重，在國家統一的道路上攜手共進，而不是因為主義和原則的不同而相互排斥。”
7. “我們應該保護個人和組織的物質和精神財富，鼓勵它們被用於促進民族大團結。”
8. “應該通過接觸、來往和對話建立全民族的相互理解、信任和團結。”
9. “南北雙方和海外的所有民族成員，在走向祖國統一的道路上，要加強團結。”
10. “那些為民族大團結、為祖國統一事業做出貢獻的人，應該受到高度評價。”[18]

#### 高丽民主联邦共和国成立方案
根據三項原則和十大纲领，金日成於1980年10月10日在提交給《朝鮮勞動黨第六次代表大會關於中央委員會工作的報告》中詳細闡述了提議的國家，稱為高麗民主聯邦共和國，金正恩提議在朝鮮和韓國之間建立邦聯，最初將保留各自的政治制度。朝鮮將其描述為“……在南北雙方承認和容忍彼此現有意識形態的條件下，建立一個聯邦國家的和平統一提案”。有人指出高麗民主聯邦共和國應該是一個中立的國家，不參加任何政治、軍事同盟或集團，包括整個領土和人民。

### 統一稅
2011年1月1日，來自執政黨和反對黨的12名議員向韓國國會提交了一項法案，允許設立“統一稅”。該法案要求企業繳納0.05%的公司稅，個人繳納5%的遺產稅或贈與稅，個人和公司都繳納其所得稅的2%，以支付統一成本。根據李明博總統在光復節的提議，該法案引發了關於為統一做準備的實際措施的立法辯論前一年的演講。統一稅的提議當時並未受到熱烈歡迎。此後重申了對統一迫在眉睫的擔憂，再加上朝鮮的行為，導致稅收提案獲得更廣泛的接受。隨著對即將到來和突然統一的擔憂增加，為統一做準備的實際措施正成為政治辯論中越來越頻繁的方面。

### 朝鮮經濟共同體
有人提出，朝鮮經濟共同體的形成可能是緩解半島統一的一種方式。李明博背離了新世界黨的傳統強硬立場，概述了一項針對朝鮮的全面外交方案，其中包括建立一個協商機構來討論兩國之間的經濟項目。他提議尋求朝鮮經濟共同體協議，為該機構同意的任何項目提供法律和系統基礎。

### 统一投资基金
前仁荷大学教授谢泼德·艾弗森提议建立一个1750亿美元的统一投资基金，旨在收买朝鲜高层的精英，以确保通过内部政权更迭解决朝鲜冲突的外交途径。在提案中，将向在平壤掌握权力的精英官员的家庭总共支付高达233亿美元的款项，同时他指出，排名前十的家庭将各获得3000万美元，排名前一千的家庭则获得500万美元。另有1218亿美元将用于该国普通民众在统一后重新开始生活，据设想该基金将由私人团体和商业大亨捐助。

## 反對
2017年保羅·羅德里克·格雷戈里等一些學者認為，可能有必要完全放棄南北統一，以換取朝鮮放棄核武器計劃並締結和平條約來永久結束韓戰。

### 韩国国内反对意见
隨著時間推移，韩国的年輕世代對於朝鮮半島統一的支持度出現大幅度的滑落、反對比率逐漸上升，除了因對當時韓戰等歷史記憶淡泊或沒有老一輩有離散家人居於朝鲜的問題外，經濟因素也是讓韩国的年輕世代不願支持統一的原因之一，有些韩国年輕世代甚至認為與貧窮的朝鲜統一將拖累韩国的發展。
根據韓國國家統一研究院在2017年12月發布的一項調查，72.1%的20多歲韓國人認為統一沒有必要，年輕的韓國人表示他們更擔心與經濟、就業和文化相關的問題。甚至那些傳統上被視為更渴望半島統一的年齡層的人，也不願以自己的生活條件下降，來適應與朝鮮的統一。此外，大約50%的20多歲男性將朝鮮視為徹頭徹尾的敵人，他們不想與之有任何關係。

### 朝鲜改变半岛问题方针政策
朝鮮勞動黨總書記金正恩在2023年12月举行的朝鲜劳动党第八届中央委员会第九次全体会议上發表談話，表示“现实迫切要求我们重新确定北南关系和统一政策的立场。”“现在是我们必须承认现实，而且需要与南朝鲜傀儡明确划线的时候了。”金正恩还分別发表以下言論：
| “ | 1. 长达半个世纪以上的漫长岁月里，我们党和共和国政府阐明的统一祖国思想和路线以及方针一向是最正确、最合理、最光明磊落，因此获得了全民族的绝对支持和赞同以及世界的共鸣。但这些没有一个结出了成形的果实，北南关系只反复了接触与中断、对话与对抗的恶性循环。 2. 大韩民国把与基于一个民族、一个国家、两个制度的我们统一祖国路线形成鲜明对比的“吸收统一”、“体制统一”定为基本国策，和他们打交道，永远不能实现国家的统一。把宣布我们为“主敌”并勾结外部势力窥视着“政权崩溃”和“吸收统一”机会的败类看成和解与统一的对象，这是我们不该再犯的错误。实际上，在所谓大韩民国宪法上公开写入了“朝鲜半岛及其附属岛屿属于大韩民国的领土”。 3. 因为同族这一修辞学上的术语，我们与只不过是一个美国殖民地走狗的怪族讨论统一问题，这同我们的国格和地位毫不相称。说起现在的南朝鲜，它只不过是政治完全失踪，整个社会被美国式文化所浑浊，国防和安保完全依靠美国的半身不遂的畸形体、殖民地附属国。 4. 北南关系再也不是同族关系、同质关系，而且完全固定为敌对的两个国家关系、战争中的两个交战国关系。 | ” |

朝鲜民主主义人民共和国於2024年1月15日透過第十四屆最高人民會議也發布此立場。朝鮮勞動黨總書記金正恩亦下令修改朝鮮憲法和宣傳方針，刪除「和平統一」、「三千里錦繡河山」，或將韓國人稱為「同胞」等說法。朝鮮勞動黨同時向朝鮮人民灌輸大韓民國是「外國」和「最敵對國家」的觀念。

#### 政策演变及後續行動
早在2023年駐韓美軍部署偵察機時，朝鮮勞動黨中央委員金與正的抨擊言論便曾更改朝鮮對南稱謂「南朝鮮」為「大韓民國」，韓國統一部指出，金與正這次的談話是朝鮮官方首次將韓國稱為「大韓民國」的說法。對此，韓國政府智庫「統一研究院」北韓研究室室長洪珉表示，北韓將南韓視為單獨的國家，目的是為其針對南韓使用戰術核武器的正當理由，「部署瞄準南方的戰術核武跟視南方為一個民族的此前立場不符，這就是北方改變了對南方立場的原因」。
2023年7月27日夜，朝鮮在平壤金日成廣場舉辦閲兵式慶祝韓戰停戰70周年，國防部長強純男在其演講中對美國與韓國大加撻伐，朝鮮中央電視臺主播也聲稱「令人憎惡的敵人『大韓民國』將在我們的戰鬥中遭受滅亡」。
金正恩在2024年新春致詞時再次將韓朝關係定義為“戰爭中的交戰國關係”，而不是“同族關係”，並正式宣布對韓路線出現根本性的轉變，同時強調“朝鮮半島的戰爭正逐漸成為現實性實體。有事時（一旦發生戰爭），將動員包括核武力在內的所有物理手段和力量，為平定南朝鮮全部領土而繼續加緊進行大事變的準備”。對此，韓國國防部长官申源湜在新年致辞中回應，「在如此严峻的安全情况下，韩军应加强可压倒性打击敌军的应对态势，只有具备强大力量时，才可维系真正的和平」。韓國統一部官员在1月2日接受记者采访时评价朝鲜劳动党全会称，朝鲜以更为强硬的措辞提出改编包括统一战线部在内的对韩事业机构、无法与韩国谈论统一问题等，并强调对韩敌对关系，凸显了朝鲜以此为借口加强军事力量并谋求内部团结的企图。
隨後在1月15日的第十四屆最高人民會議第10次會議上，朝鮮勞動黨總書記金正恩再次針對朝鮮半島統一問題做出發言：
| “ | 1. 最高人民会议给近80年的北南关系史画上句号，承认在朝鲜半岛并存两个国家，在此基础上，崭新地把我们共和国的对南政策法律化。 2. 北南关系已不再是同族关系、同质关系而是敌对的两国关系，完全是战争中的两个交战国关系。这一现实是，外部势力的特等走狗集团——大韩民国以万恶而自取毁灭的对抗妄动所造成的北方和南方清楚的现状，向世界肆无忌惮地剥下面纱的朝鲜半岛的现况。 3. 此次我们在谈论朝鲜民主主义人民共和国国法的最高人民会议上重新确定北南关系和统一政策立场，清理作为和平统一连带组织成立的我方所有有关团体，是必须经过的必不可少的过程。 | ” |

在金正恩的政策變動定調後，朝鮮中央電視臺率先在其《尋訪國際親善展館》節目將朝鮮的領土標記縮減至半島北部，而朝鮮政府各部門亦不斷刪除象徵著“統一”的韓半島圖片，並下架有關「統一」性質的郵票，韓國聯合通訊社則發現朝鮮中央通訊社全面刪除含有“和平統一”、“祖國統一”、“民族大團結”、“北半部”等涉統一表述的新聞稿。
根據NK News分析衛星影像的報導，北韓政府於2024年1月19日至2024年1月22日間開始拆除統一門，但尚未知曉具體的時間與方式，南韓統一部於同年1月24日證實統一門已被拆除。
金正恩在2024年2月8日庆祝朝鲜人民军建军76周年大会上对这一问题演讲时声称：
| “ | 前不久，我们党和政府总结我们民族分裂与对抗的历史，将韩国傀儡集团定为我们的前程上危害最大的第一敌对国、永远不变的主要敌方，并把一开战就占领并平叛国土定为国策。这是能确保我国持久安全、和平与稳定的名正言顺的措施。 过去，我们一直碍于“同族”这一修辞学上的词汇，不得不同策划推翻我国政权、妄想“吸收统一”的韩国傀儡进行流于形式的对话与合作。今天，我们主动砸烂了这一不现实的桎梏，明确地规定其为敌国。从此，我们有了如果他们稍有动武的迹象就随时打击和歼灭他们的合法性，继续培养更为强大的军事力量，保持超强硬应对态势，作为自主独立的国家、社会主义国家捍卫自己的尊严，根据我们的国益彻底治理周边环境。 这样的政策转变、坚决的对敌立场，是由于我们军队从维护主权意志以及军事技术力量上的完全做好准备所作出的重大决策。 | ” |

朝鮮外務省在2024年2月15日發表修改後的國歌歌词，将原来的“三千里”（삼천리）更改为“这世上”（이 세상），韩国统一部谴责这一改动为“反民族行为”。
根據俄羅斯駐北韓大使館官方Facebook於2024年2月20日發佈的照片，在2023年金正恩宣佈放棄和平統一政策、將南韓重新定義為「最敵對國家」後，平壤地鐵“統一站”的名稱在地鐵列車內的顯示器被刪去，僅顯示「站」（朝鲜语：／）字。後來在8月被更名爲牡丹峰站。
2024年3月23日，朝鮮統一戰線機構祖國統一民主主義戰線宣告解散。
根據每日北韓的報道，北韓政府於2024年4月開始著手更新北韓教材，以「朝鮮勞動黨爲樹立更正確的歷史觀」爲由，要求北韓的教師們在教學過程當中將原先與南北統一掛鈎的概念悉數摒除。而由於2024年的教材已經印製完成無法變更內容，因此北韓教師們還有一個額外任務：在每節課前5分鐘要求學生使用水筆將書本當中提及統一等概念的詞語劃去，以及帶領學生認識朝鮮勞動黨的最新革命政策。
2024年4月18日，朝鮮中央電視台在重播2024年4月16日平壤和盛地區第二期萬套住宅竣工典禮報道，至愛國歌的演奏環節時，以「朝鮮民主主義人民共和國國歌」顯示，而在2024年4月17日的首播時，顯示的仍然是「愛國歌」字樣。基於北韓憲法第171條規定北韓的國歌是愛國歌，因此若北韓著實需要變更國歌名稱，則需要召開最高人民會議並表決通過。韓聯社推測北韓此舉是爲和南韓的愛國歌進行區分，雅虎新聞亦認爲北韓是在強化金正恩的「北南並非同族，當世已爲敵國」的觀念。
2024年10月9日，朝鮮人民軍總參謀部發佈「永久性切斷與封鎖朝鮮第一敵對國與不變主敵大韓民國連結的公路與鐵路」的報導，報導聲稱北韓的敵對勢力不停攪動朝鮮半島局勢，致使事態逐步升級已然臨近戰爭邊緣。同時南韓總統尹錫悅在南韓國軍日演講當中的「北韓若發動戰爭則面臨政權終結」內容，也被朝鮮人民軍視爲釋放北韓接壤南韓的地帶隨時會兵臨城下的訊號。因此，朝鮮人民軍選擇先手切斷並封鎖北韓與南韓原先連結的所有公路與鐵路達成「維護朝鮮安全與遏制戰爭爆發」的目的，並增加北韓邊境修築防禦工事的力度。基於原先由於南北雙方溝通不暢致使殞命事件的經驗，朝鮮人民軍在行動之前已於2024年10月9日上午9點45分向美軍去電通報情況。
韓聯社研判朝鮮人民軍發佈此報導之後，會緊鑼密鼓開展軍事分界綫北部分地區的施工工作，主要的施工目標是將鐵路東海綫和京義綫完全切斷。東海綫和京義綫原先都是貫穿整個朝鮮半島的鐵路綫，北韓作出如是行爲是爲直觀展現當下南北韓分治的狀況。北韓事實上在金正恩宣佈放棄統一之後，就已經在著手開展切斷原先連結兩韓之間的交通綫路，在公路方面，自2024年開始，1月北韓於公路東海綫和京義綫佈設地雷；4月時北韓已經開始拆除沿路的路燈；到7月時北韓動用人力資源在鋪設路障並埋設地雷建造荒地；在鐵路方面，北韓在2024年6至7月之間已然開展拆除工作，故朝鮮人民軍於2024年10月9日發佈的報導或只是北韓衆多樹敵行動當中的一環。韓聯社亦引述統一院研究院洪珉的觀點，指出北韓此舉旨在從官方層面證實北韓已然開展軍事分界綫的加礙工作，並在逐步落實金正恩主張北韓領土與臨海範圍的方針。翌日10月10日韓國聯合參謀本部議長金明秀出席南韓國政監察會時表示，北韓選擇加固邊境防禦工事的目的是遏制脫北者的數目，此舉是徹頭徹尾地將孤立主義奉爲圭臬，而透過官方通訊社釋放摧毀原先連結兩韓之間的公路與鐵路的訊號，旨在合理化其摧毀行動。
根據每日北韓的報導，北韓政府在炸毀南北聯絡公路與鐵路後隨即在社會主義愛國青年同盟、朝鮮職業總同盟與朝鮮社會主義女性同盟當中展開講演會議。講演會議上亦有引用朝鮮中央通訊社攝得炸毀聯絡公路與鐵路的圖片，並強調北韓政府此舉是爲防範居心叵測的南韓與保護北韓主權。北韓政府在講演會議中反覆強調當世南韓已然成爲敵國，向參會者灌輸因爲與南韓和解已屬天方夜譚所以北韓所有的軍事措施均屬合法的觀念。而北韓民眾則嘲諷金正恩數典忘祖否定金日成與金正日的遺訓，並揶揄北韓政府朝令夕改，稱五千年歷史無法因爲勞動黨的心情改變而瞬間消失。每日北韓亦有引述南韓統一研究院研究委員吴京燮的觀點，認爲北韓民眾會冷嘲熱諷北韓放棄統一政策的原因是，在北韓還未放棄統一之前，北韓的宣傳均爲以北韓主導的統一爲中心，換言之在統一朝鮮半島這個議題上北韓是佔據完全的主動權，而這樣的觀念同時致使北韓民眾強迫犧牲自己。正因如此，當北韓民眾獲知北韓政府已經放棄統一之時，其內心產生的割裂感使之難以接受，而召開此類講演會議的主要目標是讓北韓各階層民眾循序漸進接受北韓政府主導下的南北韓敵對觀。
北韓放棄統一後，亦有人道主義危機問題浮現。同樣是根據每日北韓的報導，北韓政府於2024年11月對國家保衛省下達指令，將檔案中已證實身居南韓的南北離散家屬標記爲敵對國人士或標記爲警戒對象的同時廢除家屬個資。每日北韓認爲基於北韓爲深化敵對觀念這一既定事實，因此南北離散家屬的交流最後會因北韓放棄統一而中斷。同時北韓政府也依據新修憲法和國家保衛省所持有的檔案，開始對身處北韓境內的離散家屬開展思想教育工作。每日北韓引述的一位消息人士表示，國家保衛省將於2024年11月下旬開展離散家屬思想教育工作，並透過個別談話的方式，來達成身居北韓的離散家屬忘卻身居南韓的離散家屬與放棄對南韓幻想的目標。而根據另外一位每日北韓引述的消息人士所言，國家保衛省的目標是在2024年結束之前，讓身居北韓的離散家屬與北韓政府的對韩口徑保持一致，並讓身居北韓離散家屬銷毀所有遺留在北韓境內的身居南韓離散家屬物品。每日北韓亦有引述北韓研究所所長金永壽的觀點，認爲金正恩爲維持自身政權穩定而強迫離散家屬不顧感情基礎嚴守政策進而讓離散家屬形同陌路，若金正恩對人道主義置若罔聞而繼續推行此類主張，則很可能要經受北韓政府內部的批判與冷漠。
進入2025年，每日北韓報導由北韓社會安全省核發造訪南北韓邊境地帶證件名稱有所變更，由「戰綫承認編號」變更爲「國境承認編號」。並且證件除顔色以外的樣式均與社會安全省核發造訪中國與北韓的邊境地帶證件相同。每日北韓認爲，北韓政府透過行政措施體現北韓與南韓的不同國家觀念與老死不相往來的決心，目的是持續改變北韓民眾對於北韓與南韓的認識。

#### 大韩民国的反应
韓國總統尹錫悅於龍山總統府召開國務會議時就金正恩的言論表示，北朝鮮政權此舉自認其為反民族、反歷史的集團。
韓聯社引述南韓統一部的消息，稱北韓爲避免政策風向急轉致使北韓民衆意識形態混亂，採用謹慎低調且循序漸進的教育活動。同時，南韓統一部發言官員認爲，北韓政策欲急轉推行兩韓已分裂的意識形態，究其原因是要鏟除北韓民衆對於南韓手足的憧憬關係，亦表明北韓在與南韓的體制競爭當中已經處於下風。統一部亦認爲，北韓雖然正在如火如荼開展去統一化行爲，但是未見北韓有在報刊媒體當中強調放棄統一，歸根結底在於改變政策與北韓前兩任最高領導者，即金日成和金正日所強調的統一意識相左，基於這樣的意識形態轉變，若大肆宣揚「兩國」相當於在對金日成和金正日遺訓進行全盤否定，會發生意識形態混亂甚至於民衆的反對聲浪也是在預料之內的事情。
韓國聯合參謀本部在朝鮮人民軍發佈完全切斷連結南北韓之間的通路通報後，表示絕對不會對北韓單方面改變現況的行爲坐視不理，並警告北韓若有越界行爲一切責任由北韓方面承擔，同時南韓國軍會與美軍共築堅固的軍事同盟，嚴懲破壞朝鮮半島和平的始作俑者。韓國聯合參謀亦指出，朝鮮人民軍發佈此篇通告根本是在罔顧北韓民衆生活疾苦口若懸河，北韓沒有深切反省自己因爲奉行先軍政治發展各類大規模殺傷武器致使制裁壓身被國際孤立，而將矛頭指向南韓的轉移矛盾方法顯然只是飲鳩止渴，今後北韓面臨的狀況將更爲嚴峻。
南韓統一部於2024年12月24日刊發的《2024年北韓各機構人名錄》當中亦因應北韓放棄統一，對名單當中北韓在2024年改組與廢除的對南韓機構進行變更以及根據北韓媒體的報導新增機構。在統一部發佈的變更中，原先在北韓處理南北韓統一事務的機構例如民族和解協議會、踐行《六一五共同宣言》朝方委員會、民族經濟合作局，以及祖國和平統一委員會等機構已悉數被刪去。
2025年5月9日南韓統一部發佈《2025統一白皮書》，白皮書當中有列舉北韓在2024年宣佈放棄統一後的各種舉措，並表示基於當前北韓仍未停止挑釁南韓與違反原先南北韓訂立的各式條約，因此南韓正在考慮在軍事分界綫一帶重啟軍事訓練以在北韓開始挑釁時有備無患。白皮書亦有另開章節講述南韓政府自2024年以來爲重啟雙方之間的對話而作出的努力，包括原先尹錫悅提議設立兩韓對話協商機制並努力恢復雙方的聯絡渠道，亦提及南韓政府在2024年7月北韓發生洪水災害時有對北韓政府提議抗洪援助，但未收到北韓政府的回應。白皮書還披露，兩韓之間已有連續四年沒有人員往來，雙方貿易額也連續兩年居於零，聯絡渠道自2023年4月被切斷以來尚未恢復，南韓對北韓的人道主義援助已全面中斷，且在2024年僅有一次民間組織的南北離散家屬團聚活動。

## 民調
據報導，在過去韩国蓋洛普民調機構進行的調查中，回答認為能實現南北統一的為1995年（82.2%）、2001年（79.6%）、2005年（80.0%）、2010年（80.0%）、2013年（74.2%）、2017年（73.83%）、2018年（73.3%），虽仍占大多数，但已经呈下降趨勢。2018年韩国統一研究院的調查發現，南北統一的支持率從2014年的69.3%跌至57.8%，在20多歲的年輕人當中，反對率甚至高達71.2%。2019年的盖洛普韩国（Gallup Korea）10月10日进行的社会调查结果显示，韩国反对与朝鲜统一为一个国家的人数增加到20.5%。